# Spermophilus relictus
Espèce
Synonymes
- Citellus relictus[2]

Statut de conservation UICN

 LC  : Préoccupation mineure
Spermophilus relictus est une espèce de mammifères de la famille des Sciuridae.